# Last Day of Summer (film 1984)
Last Day of Summer è un film televisivo del 1984, diretto da Derek Banham e basato sul racconto L'ultimo giorno d'estate scritto da Ian McEwan e presente nella raccolta Primo amore, ultimi riti.

## Trama
Durante una vacanza estiva Jenny, una tata, soggiorna presso una comune hippy situata nella campagna inglese, sulle rive del Tamigi. Ben presto la donna stringerà amicizia con il giovane Tom, fratello minore del proprietario della comune. La donna diventerà per lui come una sorella maggiore e il ragazzo mostrerà alla donna tutte le meraviglie della campagna nel pieno dell'estate. 